# De mystica theologia
De mystica theologia, o Sulla teologia mistica, è un trattato filosofico-teologico diviso in cinque capitoli e appartenente al Corpus Dionysianum, databile al V secolo e attribuito a Pseudo-Dionigi l'Areopagita, filosofo e teologo neoplatonico.
In questo trattato, Pseudo-Dionigi l'Areopagita discute la trascendente natura di Dio a partire dal suo negativo. L'autore arriverà a una conclusione aporetica, affermando infatti che ci si può avvicinare all'essere divino soltanto tramite la teologia mistica.
L'opera sarebbe stata indirizzata a San Timoteo dallo stesso Dionigi l'Areopagita, primo vescovo di Atene convertito da San Paolo. Tuttavia, nonostante tale trattato fu per molti secoli attribuito al santo greco,  è stato ampiamente dimostrato che il De mystica theologia non può essere stato scritto nel I secolo. Infatti, l'iniziale preghiera che l'autore rivolge alla Trinità contiene alcuni dogmi che verranno stipulati ben 400 anni dopo il secolo della prima attribuzione in epoca biblica. Difatti, i filologi sono concordi nel datarlo al V secolo.

## Contenuto

### Capitolo I
L'autore esordisce con una solenne preghiera alla Trinità, esortando Timoteo ad avvicinarsi e abbracciare il misticismo.
Successivamente, Pseudo-Dionigi l'Areopagita introduce il tema di quella che egli stesso chiamò “oscurità divina”. Dio sarebbe infatti "oscuro" alla mente umana poiché egli non può essere compreso tramite la ragione, ma soltanto servendosi di altre vie. Infatti, l'autore, rivolgendosi direttamente a Timoteo, lo sprona ad "avvicinarsi a Dio tramite una via non conoscibile". Pseudo-Dionigi l'Areopagita introduce questo concetto della "via non conoscibile" citando un famoso episodio biblico. Quando Mosè, per ordine di Dio, raggiunse la cima del Monte Sinai, non incontrò davvero Dio, ma soltanto una nube, metafora della presenza del Creatore. La mente umana poteva, infatti “soltanto sfiorare la presenza di Dio". Per incontrare veramente Dio, Mosè deve entrare in questa nube, che l'autore interpreta come metafora per l' “oscurità dell’ignoranza”. Infatti, solamente "cessando ogni attività conoscitiva" si può incontrare e cercare di comprendere Dio.

### Capitolo II
In questo capitolo, l'autore descrive più nel dettaglio qual è la procedura mistica che consentirebbe l'avvicinamento a Dio.
Pseudo-Dionigi l'Areopagita invita infatti Timoteo a percepire Dio “attraverso il non vedere e il non conoscere". Per chiarire questo concetto, l'autore stesso propone un paragone con gli scultori che, partendo da un grande blocco di marmo, per creare una scultura perfetta devono rimuovere da quest'ultimo tutta quella roccia calcarea non necessaria. Lo stesso vale per la conoscenza di Dio. In questo passo, Pseudo-Dionigi l'Areopagita riprende perfettamente il concetto neoplatonico di teologia negativa.

### Capitolo III
In questo capitolo, l'autore presenta la differenza fra l'approccio della teologia negativa, esposto nel capitolo precedente, e quella affermativa, cercando di dimostrare la fallacità di quest'ultima.
Pseudo-Dionigi l'Areopagita incomincia col citare diversi esempi di tentativi che diversi eruditi compirono nel cercare di descrivere, servendosi di un approccio affermativo, Dio. Secondo l'autore infatti, trattandosi di una questione soltanto spirituale, non si dovrebbero utilizzare molte parole, ma bensì poche, se non nessuna. Infatti, Pseudo-Dionigi prega Timoteo di adempiere allo sforzo di servirsi del minor numero di parole possibili per cercare di descrivere Dio, come afferma in questo passo: "Perché quanto più ci sforziamo di andare verso l'alto, tanto più le parole si spengono sotto i nostri piedi". In questo passo, è evidente come Pseudo-Dionigi l'Areopagita riprenda un altro fondamentale concetto neoplatonico: quello dell'apofatismo.

### Capitolo IV
In questo capitolo, Pseudo-Dionigi afferma che Dio, nonostante sia la causa prima di tutto il mondo sensibile, non faccia parte di quest'ultimo e che quindi non possa essere descritto con degli aggettivi legati al mondo terreno. L'autore scrive infatti che Dio: "non è un corpo, non ha né forma, né sagoma, né qualità, né quantità, né peso".

### Capitolo V
In questo capitolo, Pseudo-Dionigi riprende i concetti del capitolo precedente, concludendo che Dio va addirittura oltre la spiritualità stessa.
Infatti, secondo l'autore, se Dio è la causa prima del mondo sensibile, ma non ne fa parte, essendo anche l'archè della realtà spirituale (in quando Dio ha creato ogni cosa), allora egli non fa nemmeno parte di quest'ultima. In questa visione, Dio si colloca oltre lo stesso mondo immateriale e spirituale. A tal proposito Pseudo-Dionigi l'Areopagita scrive: "[...] diciamo che la Causa prima non è né anima né spirito; non le si può attribuire immaginazione, opinione, ragione o pensiero, né la si può equiparare alla stessa ragione e allo stesso pensiero, né la si può predicare o pensare". Tali affermazioni, apparentemente contraddittorie, conducono l'autore ad esprimere con enfasi la sua concezione assolutamente trascendente di Dio: "Dio non può essere equiparato né alle tenebre né alla luce, né all'errore né alla verità".

## Influenza sul pensiero successivo
Il concetto di teologia mistica che propone Pseudo-Dionigi influenzò numerosi pensatori medioevali, come Meister Eckhart e Sugerio di Saint-Denis. Tuttavia, anche nell'era contemporanea la Chiesa cattolica riprende alcune tesi espresse nel De mystica theologia, soprattutto per quando riguarda il dialogo interreligioso con il buddismo e l'induismo. Ad esempio, lo stesso Papa Benedetto XVI citò in un'udienza del 2008 lo Pseudo-Dionigi, affermando che: “Oggi i testi di Dionigi l'Areopagita esprimo concetti di straordinaria attualità: egli appare infatti come un grande mediatore nel dialogo tra il cristianesimo e le religioni mistiche dell'Asia, le cui credenze stanno nella convinzione che non si può né parlare di Dio né lo si può raggiungere. Oggi, Dionigi l'Areopagita può essere considerato un eccezionale mediatore".